# Gilbert (Arizona)
Gilbert je město v okrese Maricopa County ve státě Arizona ve Spojených státech amerických. Nachází se jihozápadně od Phoenixu, největšího města v Arizoně. V roce 2022 byl Gilbert 5. nejlidnatějším městem v Arizoně a 79. nejlidnatějším městem v USA.
K roku 2023 zde žilo 288 128 obyvatel. S celkovou rozlohou 179km² byla hustota zalidnění 1 549 obyvatel na km². K roku 2023 šlo zároveň o jedno z nejrychleji rostoucích měst ve Spojených státech, téměř třetina obyvatel města byla navíc mladší 18 let. Na gilbertské radnici se nachází památník obětí útoků 11. září.